# John Carroll Lynch
John Carroll Lynch (Boulder, 1 augustus 1963) is een Amerikaans acteur en regisseur. Hij maakte in 1993 zijn film- en acteerdebuut met een naamloos rolletje in de aan Jack Lemmon en Walter Matthau opgehangen komedie Grumpy Old Men. Sindsdien speelde hij in meer dan veertig andere films, meer dan vijftig inclusief televisiefilms. Lynch is voornamelijk te zien in bijrollen.
Behalve filmrollen speelde Lynch wederkerende personages in meer dan honderd afleveringen van verschillende televisieseries. Zijn omvangrijkste rol daarin was die in de komedieserie The Drew Carey Show. Daarin speelde hij van november 1997 tot en met september 2004 Steve, de graag vrouwenkleren dragende broer van hoofdpersonage Drew Carey. Later was Lynch te zien als onder meer de ontsnapte crimineel Varlyn Stroud in de mysteryreeks Carnivàle en als openbaar aanklager Steve Sharpe in misdaadserie Close to Home.
Lynch trouwde in 1997 met actrice Brenda Wehle.

## Filmografie
*Exclusief 5+ televisiefilms
| - Babes (2024) - The Trial of the Chicago 7 (2020) - Kiss Me Before It Blows Up (2020) - The Highwaymen (2019) - White Orchid (2018) - Private Life (2018) - Anything (2017) - The Founder (2016) - Shangri-La Suite (2016) - Jackie (2016) - The Architect (2016) - Miracles from Heaven (2016) - Ted 2 (2015) - Hot Pursuit (2015) - The Invitation (2015) - Camp X-Ray (2014) - The Pretty One (2013) - Highland Park (2013) - Lay the Favorite (2012) - Crazy, Stupid, Love. (2011) - Paul (2011) - Shutter Island (2010) - Sympathy for Delicious (2010) - Hesher (2010) - Love Happens (2009) - Gran Torino (2008) - Things We Lost in the Fire (2007) - Zodiac (2007) - Full of It (2007) - Maybe It's in the Water (2006) - Looking for Comedy in the Muslim World (2005) - Mozart and the Whale (2005) | - Details (2004) - The Mortuary (2004) - Catch That Kid (2004) - Gothika (2003) - Confidence (2003) - Three Days of Rain (2002) - Par 6 (2002) - Bug (2002) - The Good Girl (2002) - Bubble Boy (2001) - Gone in 60 Seconds (2000) - The Next Best Thing (2000) - Waking the Dead (2000) - Anywhere But Here (1999) - Pushing Tin (1999) - The Minus Man (1999) - The Naked Man (1998) - Restaurant (1998) - Mercury Rising (1998) - Freak Weather (1998) - A Thousand Acres (1997) - Face/Off (1997) - Volcano (1997) - No Strings Attached (1997) - Dead Men Can't Dance (1997) - Feeling Minnesota (1996) - The Fan (1996) - Fargo (1996) - Beautiful Girls (1996) - The Cure (1995) - Grumpy Old Men (1993) |

## Televisieseries
*Exclusief eenmalige gastrollen
- American Horror Story: 1984 - Benjamin Richter / Mr. Jingles (2019, negen afleveringen)
- Perfect Harmony - Pastor Magnus (2019, twee afleveringen)
- Veep - Lloyd Hennick (2019, drie afleveringen)
- One Dollar - Bud Carl (2018, negen afleveringen)
- Crawford - Owen (2018, twaalf afleveringen)
- American Horror Story: Cult - Twisty The Clown (2017, twee afleveringen)
- Channel Zero - John Sleator (2017, zes afleveringen)
- Turn - James Rivington (2016-2017, acht afleveringen)
- Manhattan - Daniel Ellis (2014, twee afleveringen)
- The Americans - Fred (2014, zes afleveringen)
- American Horror Story: Freak Show - Twisty The Clown (2014-2015, vijf afleveringen)
- House of Lies - Gil Selby (2014, twee afleveringen)
- Do No Harm - Will Hayes (2013, elf afleveringen)
- Body of Proof - Detective Bud Morris (2011-2012, 29 afleveringen)
- The Glades - Mike Ogletree (2010-2012, twee afleveringen)
- K-Ville - Kapitein James Embry (2007-2008, elf afleveringen)
- Big Love - Agent Tuttle (2006-2007, drie afleveringen)
- Close to Home - Steve Sharpe (2005-2006, 21 afleveringen)
- Carnivàle - Varlyn Stroud (2005, twaalf afleveringen)
- The Drew Carey Show - Steve Carey (1997-2004, 72 afleveringen)
- The Brotherhood of Poland, New Hampshire - Burgemeester Garrett Shaw (2003, zeven afleveringen)
- From the Earth to the Moon - Bob Gilruth (1998, twee afleveringen)

- Biblioteca Nacional de España: XX5644705
- Bibliothèque nationale de France: cb17751622k (data)
- Gemeinsame Normdatei: 1140027840
- International Standard Name Identifier: 0000 0000 4437 4419
- Library of Congress Control Number: no2005039010
- MusicBrainz: af44c5f4-6f85-49af-98e5-b06a077fc7af
- Nationale Bibliotheek van Tsjechië: xx0183167
- Nationale Bibliotheek van Israël: 987007425420305171
- Nederlandse Thesaurus van Auteursnamen: 410498424
- Réseau des bibliothèques de Suisse occidentale: 02-A027449338
- Système universitaire de documentation: 228495660
- Virtual International Authority File: 58811189
- WorldCat: E39PBJvRQRHYcBYqvXf3vvkkXd